# Expedición Circumpolar
La Expedición Circumpolar 1990-93 es la travesía polar no mecanizada más larga de la historia. Recorrió todo el Ártico, desde Groenlandia hasta Alaska, a través del Paso del Noroeste, desde el 12 de febrero de 1990 al 25 de marzo de 1993. En total, un recorrido de 14.000 km en tres años y dos meses, que fue protagonizado por el explorador polar español Ramón Hernando de Larramendi, acompañado en algunos tramos por otros expedicionarios. Durante todo ese tiempo, sólo se utilizaron medios de transporte tradicionales de los inuits, como el trineo de perros, el kayak y la marcha a pie. El anterior récord de una travesía no mecanizada lo tenía el japonés Naomi Uemura (en 1974-76), pero fue superado en más de 4.000 km en la Circumpolar. Durante la expedición, no se utilizaron ni GPS ni teléfonos satélites, siendo la última gran expedición polar que no contó con estos avances tecnológicos.
Junto con Larramendi, su promotor y director, y el único que realizó completa toda la ruta, participaron Antonio Martínez Peral, Manuel Olivera Marañón y Rafael Peche Acosta. Fue patrocinada por la Fundación MAPFRE.

## Antecedentes
El Paso del Noroeste, del Océano Atlántico al Pacífico, había sido recorrido con trineo de perros por el groenlandés Knud Rasmussen (1921-1924) en un viaje que llevó a su equipo 16 meses y que le convirtió en el primer humano en cruzarlo sin medios mecanizados. Naomi Uemura (1974-76) fue el segundo en conseguirlo.  La Expedición Circumpolar fue la tercera gran travesía de Groenlandia a Alaska por esta ruta. Sin embargo, hasta que se realizó, nadie había recorrido tantos kilómetros sin medios mecánicos ni apoyos electrónicos. 

## Preparativos
Para poder llevarla a cabo la gran travesía Circumpolar, entre febrero y junio de 1990, Larramendi y Peche se trasladaron a vivir a Groenlandia (a Ilulissat y Ummamak) con objeto de aprender a adiestrar y manejar perros de trineo, aprender el idioma groenlandés y, además,  familiarizarse con las técnicas de supervivencia de los inuits en un territorio hostil.

## Expedición

### Groenlandia
Larramendi inició junto a Manuel Olivera la ruta el 16 de junio de 1990 desde la localidad groenlandesa de Narsarssuaq, situada al sur de la isla. En este primer tramo viajaron por la costa en un kayak individual, a remo, hasta alcanzar Ukkusissat el 15 de septiembre de 1990, tras haber recorrido 2.000 kilómetros. Allí, Larramendi pasaron el otoño, a la espera de que se formara el hielo marino que le permitiera continuar su travesía por el océano Ártico.  El 30 de agosto, Manuel Olivera naufragó en la isla de Dikson. Afortunadamente, pudo alcanzar la costa a nado, en estado de hipotermia severa, por lo que abandonó la travesía en kayak, que Larramendi continuó en solitario hasta la población de Uummannak. 

### De Groenlandia a Canadá
Tras varios meses de espera y preparación en la población de Ukkusissat, el 3 de febrero de 1991, de nuevo junto a Manuel Olivera, ambos iniciaron el viaje con trineo de perros con rumbo hacia Canadá. Durante dos meses recorrieron la costa oeste de Groenlandia, de pueblo en pueblo para avituallarse, hasta llegar a Qaanaaq el 3 de abril de 1991, donde recibieron la información que ese año las aguas que separan Groenlandia y Canadá estaban abiertas. Ello les obligó a desviarse hasta los 80ºN para poder cruzar a Canadá, tocando tierra en Cape Hawk. Desde Siorapaluk hasta Cape Hawks fueron acompañados por dos cazadores inuit de Siorapaluk, Paulus y Adolf Simigaq. Su plan consistía en alcanzar la población de Grise Fiord, en la isla de Ellesmere, pero debido a la falta de alimentos y la enorme distancia que les separaba de ese punto, cambiaron su ruta y juntos cruzaron a Ellesmere por terreno desconocido hasta la base meteorológica de Eureka. El cruce de la Isla de Ellesmere a través del Parrish Glacier no había sido nunca realizada. A pesar de las dificultades lograron llegar a Eureka el 10 de mayo de 1991. Tras reponerse, continuaron la marcha hasta Grise Fiord y después hasta Resolute Bay.
En varios tramos, las extremas condiciones provocaron a los expedicionarios grandes retrasos, lo que hizo que se quedaran sin comida, varios perros murieran de agotamiento y pasaran a depender exclusivamente de la caza para sobrevivir. Finalmente, tras cuatro meses de travesía, el 1 de julio llegaron a Bahía Resolute  (Canadá), tras haber cubierto 3.500 km .

### El Paso del Noroeste
Durante los meses siguientes, los expedicionarios intentaron franquear en kayak el Paso del Noroeste, pero las malas condiciones climatológicas, el estado del hielo a la deriva y los vientos extremadamente fuertes, se lo impidieron en cinco ocasiones.  Finalmente Larramendi logró cruzar 60 km de mar abierto, pero al verse sorprendido por el invierno tuvo que regresar a Bahía Resolute en avión a pasar el invierno y esperar que el mar se congelase para continuar la travesía.

### Costa canadiense
En una nueva etapa de la expedición, durante el otoño de 1991, Larramendi y Antonio Martínez se trasladaron a Cresswell Bay un 'outpost camp' donde se hallaban los últimos ancianos inuit que nunca habían visitado un poblado y mantenían su modo de vida tradicional. Con ellos convivieron varios meses, hasta que la pareja se vio obligada a abandonar su hogar por enfermedad y se trasladó a Bahía Resolute. Tras su salida, acabó una época y una forma de vida en el Ártico canadiense. 
La expedición Circumpolar reanudó el viaje en noviembre de 1991, en plena noche polar, con trineos de perros. La situación era complicada, por lo que después de 400 kilómetros de recorrido, se tomó la decisión de esperar a que volviera la luz del Sol para continuar, lo que ocurrió a partir de febrero de 1992. Desde entonces, el viaje continuó sin grandes contratiempos, recorriendo 4.500 kilómetros hasta llegar a la localidad de Inuvik (Canadá) el 6 de julio de 1992.

### Costa norte de Alaska
Desde julio de 1992, el equipo de Larramendi, compuesto en este tramo por Antonio Martínez y Manuel Olivera, intentó circunnavegar la costa completa de Alaska, pero se vio bloqueado por el hielo y una meteorología desfavorable que llegó a congelar el mar mucho antes de lo que se esperaba. Por ello, durante unas semanas no pudieron avanzar hacia el al sur con los kayaks como estaba planificado. El 1 de septiembre, llegaron la localidad inuit de Kotzebue (Alaska), en la que prepararon un nuevo trineo con perros para continuar la ruta. Allí permanecieron hasta que el primer día de 1993, iniciaron el camino que les separaba de Anchorage: 1.950 kilómetros. El 13 de marzo llegaron a Whitier.

### Llegada a Valdez
La población de Valdez fue escogida como punto final de la expedición Circumpolar por ser el lugar más al norte alcanzado por los exploradores españoles en el siglo XVIII.
Los últimos 150 km entre Whitier y Valdez, fueron cubiertos en kayak. En Valdez, Ramón Hernando de Larramendi, Manuel Olivera y Antonio Martínez acabaron la expedición el 25 de marzo de 1993. Había logrado recorrer 14.000 km en su totalidad por uno de los territorios más inexplorados de la Tierra.

## Hitos de la Expedición Circumpolar
- La expedición fue el más largo viaje polar no mecanizado de la historia, habiendo establecido una nueva marca de 14.000 km en ruta, en 38 meses de viaje.
- El 23 de abril de 1991, la expedición alcanzó el Polo Norte Geomagnético.
- Pasó por 70 poblaciones nativas, muchas de las cuales ya han desaparecido por traslado de su población debido al cambio climático. En total, se convivió con los inuits más de 20 meses, tiempo en el que los miembros de la misma aprendieron a hablar groenlandés.
- Fue el último gran viaje polar realizado sin utilizar GPS para la navegación, ni teléfonos satélites para la comunicación, al estilo tradicional ártico, conviviendo con la última generación de cazadores inuit que habían nacido y vivido como nómadas. Por ello es considerada la última expedición polar clásica.
- La Circumpolar fue la primera gran expedición polar española, una región nunca transitada en los siglos de las exploraciones españolas en América. Es considerada la expedición de exploración geográfica española más relevante del S XX.
- La ruta realizada durante la expedición es imposible de repetir debido a la dramática disminución del hielo marino.

## Publicaciones
"Tres años a través del Ártico". Fundación Mapfre 1993 y reedición Varasek Ediciones en 2014.
Reportaje especial en la revista National Geographic, edición de Estados Unidos.